# Dicladocerus alaskensis
Dicladocerus alaskensis är en stekelart som beskrevs av Yoshimoto 1976. Dicladocerus alaskensis ingår i släktet Dicladocerus och familjen finglanssteklar. Inga underarter finns listade i Catalogue of Life.